# Aristida hitchcockiana
Aristida hitchcockiana är en gräsart som beskrevs av Johannes Jan Theodoor Henrard. Aristida hitchcockiana ingår i släktet Aristida och familjen gräs. Inga underarter finns listade i Catalogue of Life.